# Pyuthan
Pyuthan (Nepali प्यूठान Pyuthan) ist eine Stadt (Munizipalität) in Zentral-Nepal im gleichnamigen Distrikt.
Die Stadt entstand 2014 durch Zusammenlegung der Village Development Committees Pyuthan Khalanga, Bijuwar, Dakha Kwadi, Bijaya Nagar, Dharmawati, Maranthana und Khaira.
Pyuthan liegt am Flusslauf des Jhimruk Khola. Das Stadtzentrum, Pyuthan Khalanga, liegt auf einer Anhöhe südlich des Flusstals.
Das Stadtgebiet umfasst 120,47 km².

## Einwohner
Bei der Volkszählung 2011 hatten die VDCs, aus welchen die Stadt Pyuthan entstand, 38.536 Einwohner (davon 16.803 männlich) in 9259 Haushalten.